# Стерв'ятник (фільм)
«Стерв'ятник» (англ. Nightcrawler, також «Стрінгер») — американський кримінальний трилер режисера Дена Ґілроя 2014 року. Вперше фільм було показано на міжнародному кінофестивалі в Торонто, і вийшов в прокат 31 жовтня 2014 року.
6 серпня 2015 року, стрічка також вийшла в Україні в обмеженому прокаті, але без україномовного озвучення чи дубляжу; прокатником стрічки в Україні була Артхаус Трафік.

## Сюжет
Луї Блум — безробітний хлопець, який всіма способами намагається влаштуватися на роботу. Зовсім випадково йому вдається записати на відео викрадення автомобіля, після чого він продає запис одній з телекомпаній міста, представники якої запрошують його на роботу репортера. Його спеціалізацією стають репортажі на кримінальну тематику. Розповідаючи про злочини, які відбуваються в елітних районах міста, Луї зміг стати досить відомою людиною, оскільки його репортажі приваблюють величезну кількість глядачів. Але така робота виявляється дуже небезпечною, оскільки в кадр Луї можуть потрапити жорстокі злочинці, які ніколи не залишають свідків. Крім цього, після чергового репортажу з місця злочину, Луї стає головним підозрюваним…

## У ролях
- Джейк Джилленгол — Луї Блум
- Рене Руссо — Ніна Роміна
- Різ Ахмед — Рік
- Білл Пекстон — Джо Лодер
- Майкл Пападжон — охоронець
- Кент Шокнек — Кент Шокнек
- Енн Кьюсак — Лінда
- Кевін Рам — Френк Крузе
- Кетлін Йорк — Джекі
- Ерік Ланж — оператор
- Пет Гарві — Пет Гарві
- Шерон Тей — Шерон Тей
- Рік Гарсіа — Рік Гарсіа

## Сприйняття
Картина була відзначена вкрай високими оцінками кінопреси. На сайті Rotten Tomatoes фільм має рейтинг 95 % на основі 183 рецензій з середнім балом 8,2 з 10.